# John Bennett Fenn
John Bennett Fenn (New York, 15 giugno 1917 – Richmond, 10 dicembre 2010) è stato un chimico statunitense, vincitore del premio Nobel per la chimica nel 2002 per lo sviluppo della tecnica della ionizzazione elettrospray nella spettrometria di massa per l'identificazione e l'analisi di macromolecole biologiche.
Ha conseguito un Ph.D. all'Università di Yale nel 1940, ed è stato professore di chimica analitica alla Virginia Commonwealth University.